# Neochodaeus repandus
Neochodaeus repandus là một loài bọ cánh cứng trong họ Ochodaeidae. Loài này được Fall miêu tả khoa học đầu tiên năm 1909.